# Galles
Il Galles (AFI: /ˈɡalles/; in inglese Wales, pron. [ˈweɪlz]; in gallese Cymru, pron. [ˈkəm.rɨ], in latino Cambria) è una delle quattro nazioni costitutive del Regno Unito. Regione storica della Gran Bretagna, confina a est con l'Inghilterra, a nord e a ovest con il mare d'Irlanda e a sud con il canale di Bristol. Si estende per 20779 km² e nel 2011 contava una popolazione di 3 063 456 persone. La sua capitale è Cardiff.
Il Galles ha una costa di oltre 2700 km e la sua conformazione è in gran parte montuosa, con le cime più alte nelle aree settentrionali e centrali, tra cui lo Snowdon (in gallese Yr Wyddfa), il picco più alto. La regione si trova all'interno della zona temperata e gode di un clima oceanico variabile.
L'attuale detentore del trono gallese è il principe William del Galles, primogenito del re Carlo III.
L'identità nazionale gallese emerse dalla tribù celtica dei Britanni dell'isola di Gran Bretagna in un periodo che va dal ritiro delle truppe romane dall'isola (nel V secolo) alla conquista dell'attuale Inghilterra da parte di popoli di stirpe germanica (tra i primi i Sassoni e gli Angli). I Britanni, scarsamente romanizzati, mantennero l'indipendenza politica, la lingua e le tradizioni nelle zone più a ovest dell'isola, corrispondenti appunto all'attuale Galles: esso è oggi considerato una delle cinque nazioni celtiche moderne.
La morte di Llywelyn ap Gruffudd nel 1282 segnò il completamento della conquista del Galles da parte di Edoardo I d'Inghilterra. L'intero Principato del Galles fu annesso dall'Inghilterra e incorporato all'interno del sistema legale inglese tramite leggi risalenti al 1535 e al 1542. Tuttavia, nel XIX secolo iniziò a svilupparsi una politica più autonoma; il liberalismo gallese, personificato all'inizio del XX secolo da David Lloyd George, fu sostituito dalla crescita del socialismo e dal Partito Laburista. Nel corso del secolo, il nazionalismo gallese crebbe: Plaid Cymru, il partito nazionale gallese, fu costituito nel 1925 e la Welsh Language Society nel 1962. Istituito nel 1998, il Parlamento gallese detiene la responsabilità di una serie di materie oggetto di devoluzione, ossia il fenomeno del trasferimento di alcuni poteri da un centro a diversi enti locali, come è successo nel Regno Unito con le sue Home Nations (in questo caso da Londra a Cardiff).
All'inizio della rivoluzione industriale, lo sviluppo delle miniere e delle industrie metallurgiche trasformò la nazione da società agricola a industriale; lo sfruttamento del South Wales Coalfield causò un rapido incremento della popolazione gallese. Due terzi della popolazione vive nel Galles meridionale, principalmente a Cardiff, Swansea e Newport, oltre che nelle vicine valli. Oggi, le industrie pesanti tradizionali e le estrazioni sono in declino, e l'economia del Galles fa affidamento sul settore pubblico, sui servizi e sul turismo. Il valore aggiunto lordo del Galles nel 2010 era di 45,5 milioni di sterline (15145 £ pro capite, il 74% della media del Regno Unito, e il valore più basso pro capite nel Regno).
Nonostante il Galles condivida la storia politica e sociale con il resto della Gran Bretagna, e la grande maggioranza della popolazione parli inglese, la nazione ha mantenuto un'identità culturale distinta, ed è ufficialmente bilingue. Oltre 560 000 persone nel Galles parlano il gallese, e tale lingua viene parlata dalla maggioranza della popolazione in parti del Nord e dell'Ovest della nazione.
In molti eventi sportivi internazionali, come il campionato mondiale di calcio, la Coppa del Mondo di rugby e i Giochi del Commonwealth, il Galles partecipa con le proprie squadre nazionali, anche se ai giochi olimpici gli atleti gallesi competono insieme alla squadra britannica. Il rugby a 15 è visto come un simbolo dell'identità gallese ed espressione della coscienza nazionale.

## Etimologia
Il nome del Galles — in inglese Wales, originariamente un plurale di popolo, mentre il nome e aggettivo per "gallese" è Welsh — deriva dalla parola germanica Walhaz, che significava "gallo", o più latamente "straniero" e "non-germanico", probabilmente derivato dal nome della tribù gallica dei Volcae o dal termine latino "Galli", e dovuto al fatto che nell'attuale Galles si dovettero ritirare le originarie popolazioni celtiche britanniche quando gli Anglosassoni germani invasero la Britannia. Allo stesso modo, nell'attuale Belgio i Fiamminghi germani denominarono "Valloni" (fi. Walen; fr. Wallons) i gallo-romani locali, nell'attuale Svizzera gli Alemanni germani denominarono "Vallesi" (al. Walliser, Walser; fr. Valais) i gallo-romani locali, e in generale i Tedeschi delle Alpi chiamano Welsch i non-tedeschi delle Alpi; stessa origine ha il nome della Valacchia (ro. Valahia), terra dei "Valacchi", in Romania. Allo stesso modo di Wales e Welsh anche la terminazione -wall della Cornovaglia, in inglese Cornwall, ha la stessa origine (letteralmente sarebbe la "Gallia del Corno"). I Gallesi chiamano invece il loro paese, in gallese, Cymru, e sé stessi Cymry, nome che si pensa derivi dal brittonico combrogi ("conterranei"). Da Cymru deriva il nome latino del Galles, "Cambria", nonché il nome della regione della Cumbria nel Nord-ovest dell'Inghilterra. Mitologicamente il nome è fatto derivare anche da quello di Kamber, figlio di Bruto, primo sovrano della Britannia.

## Geografia fisica
La superficie del Galles è di 20778 km² e la popolazione supera i 3 milioni di abitanti. Quest'ultima non si distribuisce equamente sul territorio. Nella zona montuosa la densità è di appena 10 ab./km².

### Geologia
La più antica tra le ere geologiche rilevate nel territorio del Galles è il Cambriano, inquadrato nel Paleozoico, periodo che prende proprio nome dai Monti Cambrici che si trovano nel Galles centrale. Negli studi sull'evoluzione delle forme di vita presenti sulla Terra, gli studiosi hanno identificato l'esplosione cambriana come il principale periodo in cui sulla Terra siano apparse diverse specie di animali complessi, di cui sono stati ritrovati moltissimi fossili proprio in Galles.

### Territorio

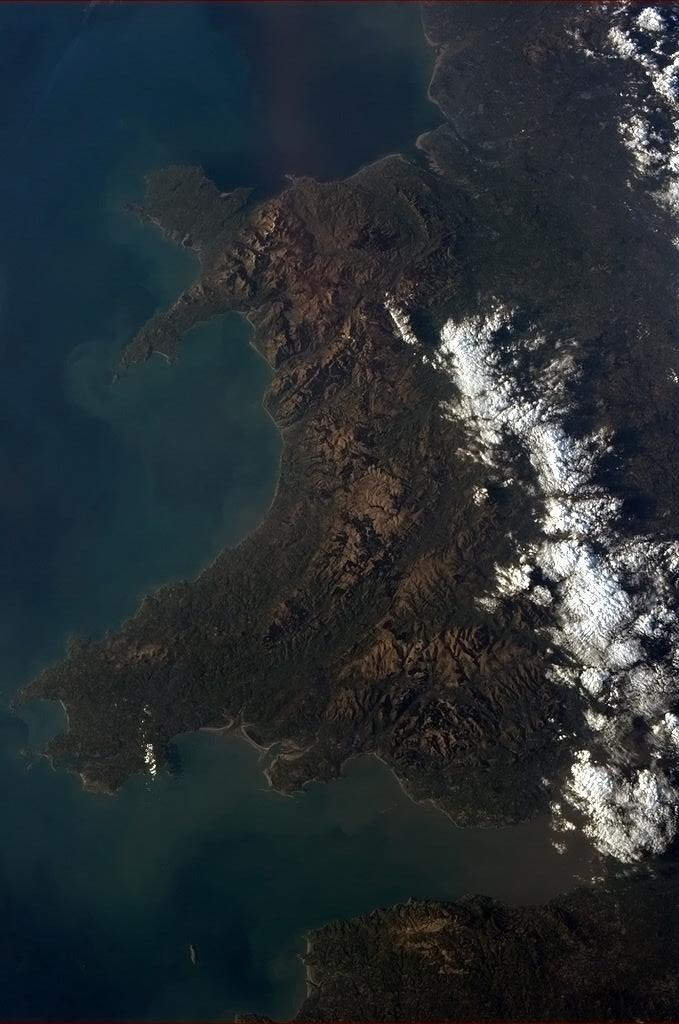
Il Galles visto dalla Stazione spaziale internazionale

Il Galles è un paese montuoso posizionato su una penisola a sud-ovest della Gran Bretagna. È lungo circa 270 km da nord-sud e 97 km da est-ovest. La dimensione del Galles ufficiale è di circa 20779 km². Il Galles confina con l'Inghilterra a est e via mare in tutte le altre direzioni: il mare d'Irlanda a nord e a ovest, canale di San Giorgio e il Mar Celtico a sud-ovest e il canale di Bristol, a sud. Il Galles ha circa 1 680 miglia (2 700 chilometri) di costa (lungo il medio delle alte maree), tra cui il continente, Anglesey e Holyhead. Oltre 50 isole si trovano al largo della terraferma, la più grande delle quali è Anglesey, nel Nord-ovest.

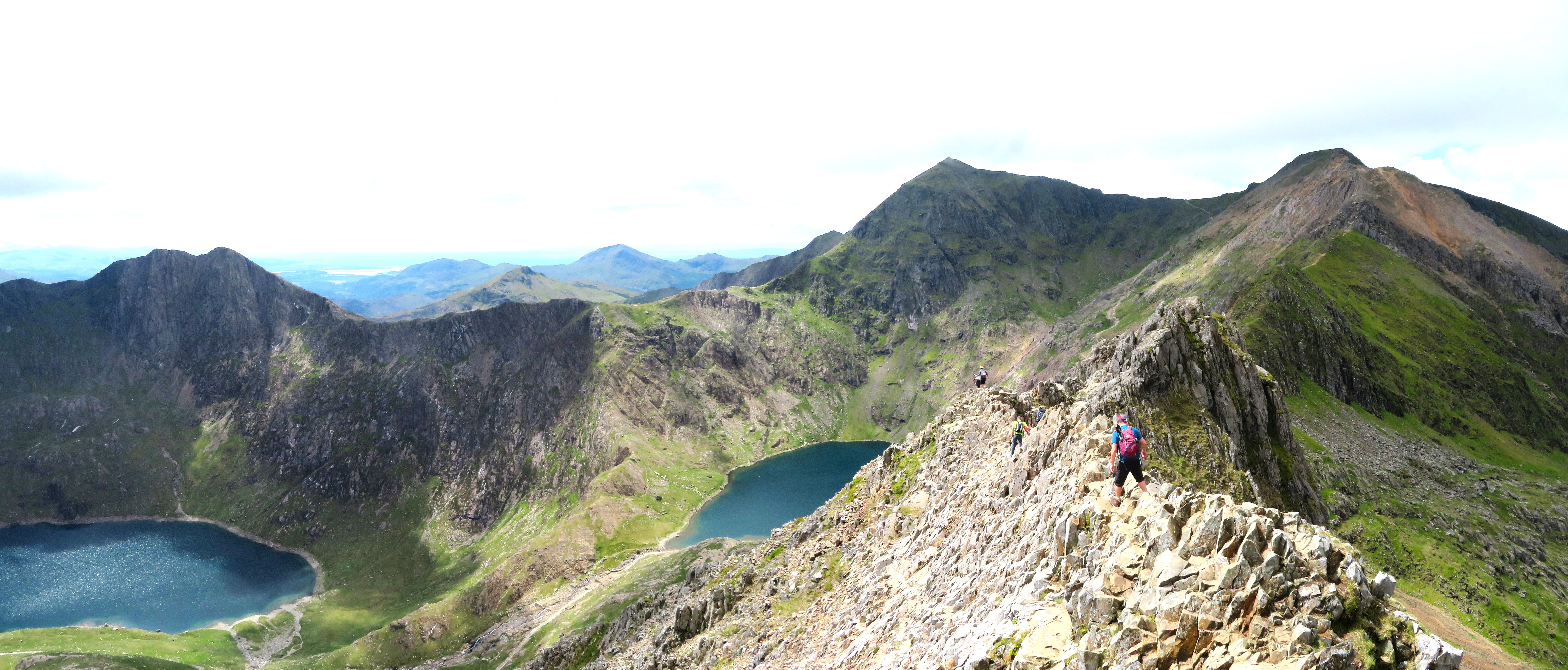
Yr Wyddfa (Snowdon), Eryri (Snowdonia)

Gran parte del paesaggio del Galles è montuoso, in particolare nel Nord e nella regione centrali. Nella zona centrale si estende una vasta zona verde ma poco abitata, chiamata Deserto Verde del Galles. Le montagne si sono formate durante l'ultima era glaciale, la glaciazione Devensian. Le montagne più alte in Galles sono in Snowdonia (Eryri), e cinque sono oltre 1000 m (3 300 piedi). Il più alto di questi è Snowdon (Yr Wyddfa), a 1085 m (3 560 piedi). Le quattordici montagne del Galles oltre i 3 000 piedi (910 metri), o quindici se compreso Garnedd Uchaf, spesso non considerato a causa del suo basso rilievo topografico, sono conosciuti collettivamente come i 3000s gallesi e si trovano in una piccola area a nord-ovest.
La più alta al di fuori della 3000s è Aran Fawddwy, a 905 metri (2 969 piedi), nel Sud della Snowdonia. Le Brecon Beacons (Bannau Brycheiniog) sono nel Sud (punto più alto Pen y Fan, a 886 metri (2 907 piedi), e si collegano ai Monti Cambrici nel Galles centrale. Il punto più alto è Pumlumon a 752 metri (2 467 piedi).
Verso la metà del XIX secolo, due prominenti geologi, Roderick Murchison e Adam Sedgwick (che per primo propose il nome di Cambriano), utilizzarono gli studi compiuti da loro stessi sul territorio gallese per gettare le basi delle scienze di paleontologia e stratigrafia. I due successivi periodi, l'Ordoviciano e il Siluriano, presero il nome da due antiche tribù celtiche riscoperte grazie agli studi di Murchison e Sedgwick.

### Clima
Il Galles è situato in un'area temperata anche se il clima è fortemente influenzato dalla presenza del mare che circonda tutta la penisola. Il tempo nel Galles è sovente nuvoloso, ventoso e piovoso, con estati fresche e inverni miti. Dal punto di vista del clima, ha le caratteristiche tipiche oceaniche, quindi parecchio variabile ma mite, con le giornate che presentano diverse caratteristiche che mutano e si ripetono nell'arco di poche ore. La primavera è la stagione meno piovosa, anche se nei mesi primaverili di marzo e aprile c'è sempre d'aspettarsi una possibile recrudescenza di stile invernale. Le temperature massime si aggirano sui 20 °C lungo le coste, qualche grado in più lontano dal mare là dove non agisce la fresca brezza oceanica. A volte però il caldo si fa sentire tanto che il record di temperatura massima del Galles è di 35 °C. Autunno e inverno sono invece stagioni uggiose, con pioggia in abbondanza ma temperature medie che rimangono intorno ai 5-6 °C sulla costa, mentre può fare molto più freddo nelle zone interne e montagnose.

### Flora e fauna

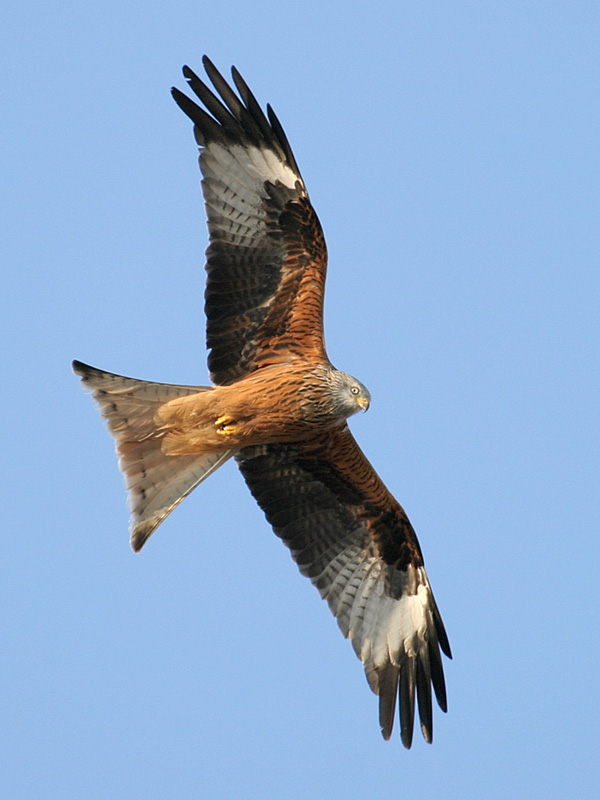
Il nibbio reale (Milvus milvus)
simbolo nazionale degli animali selvatici del Galles

La fauna selvatica del Galles è quella comune a tutta l'area della Gran Bretagna, pur con sostanziali differenze. A causa infatti della presenza di molte coste, il Galles ospita una grande varietà di uccelli marini. Le spiagge e le isole circostanti sono sedi di colonie di berte, pulcinella di mare, gabbiani tridattili, cormorani e gazze marine, oltre a numerose specie di uccelli terrestri come corvi e tordi., o rapaci come lo smeriglio, l'albanella reale e il nibbio reale, che è tra l'altro simbolo nazionale del Galles. In totale vi sono circa 200 specie differenti di uccelli ed è quindi importante per l'area la pratica del birdwatching.
I più grandi mammiferi gallesi, tra i quali ricordiamo l'orso bruno, il lupo e la lince, si sono estinti durante il periodo normanno. Attualmente sono presenti micromammiferi come i topiragni e arvicole, oltre a tassi, ricci e ben quindici specie di pipistrelli. Due specie di piccoli roditori, il topo selvatico collogiallo (Apodemus flavicollis) e il moscardino (Muscardinus avellanarius), sono specie abbondanti in Galles che vivono indisturbate nelle aree di confine. Tra gli altri animali che popolano il Galles ricordiamo anche la lontra, l'ermellino, e altri mustelidi.
Come in Cornovaglia, Britannia e Irlanda, le acque del Galles sono popolate da squali elefante, foche grigie, tartarughe, delfini, focene e granchi. Il Pembrokeshire e Ceredigion in particolare sono aree riconosciute internazionalmente per la presenza di delfini tursiopi, detti anche delfini dal naso a bottiglia. Tra i pesci di fiume si ricordano il salmerino oltre a anguille, salmoni, alose e sperlani, oltre al preziosissimo Gwyniad unico della zona del Galles che si trova unicamente nel lago di Bala.

## Economia
A causa del suolo di scarsa qualità, molti terreni del Galles non sono adatti per le coltivazioni e l'allevamento del bestiame (principalmente di pecore) è tradizionalmente la pratica agricola più importante. Il paesaggio gallese (protetto da tre parchi nazionali e 45 spiagge dotate di bandiera blu), così come la cultura del Galles, attira un gran numero di turisti, che svolgono un ruolo particolarmente importante per l'economia delle zone rurali. Il Galles ha lottato per sviluppare o attirare occupazione ad alto valore aggiunto in settori come la finanza e la ricerca e sviluppo, sforzo riconducibile in parte a una relativa mancanza di popolazione attiva. Il Galles è privo di un grande centro metropolitano. La mancanza di occupazione a elevato valore aggiunto si traduce in una inferiorità della produzione economica pro capite rispetto ad altre regioni del Regno Unito. Infatti, nel 2002 essa era pari a circa l'80% della media del Regno Unito e al 90% della media UE-25. Nel giugno 2008, Il Galles è diventato la prima nazione al mondo a ottenere la certificazione Fairtrade della Fairtrade Labelling Organization.
La lira sterlina è l'unica valuta utilizzata in Galles. Numerose banche gallesi hanno emesso le proprie banconote nel XIX secolo, ma dal 1908 non esiste più nessun istituto d'emissione gallese. Da allora, anche se le banche in Scozia e Irlanda del Nord continuano ad avere il diritto di emettere banconote nei rispettivi paesi, la Banca d'Inghilterra ha il monopolio sull'emissione di banconote in Galles. La Banca Commerciale del Galles, fondata a Cardiff da Sir Julian Hodge nel 1971, è stata rilevata dalla Bank of Scotland nel 1988 e assorbita nella stessa nel 2002. La Zecca Reale britannica, che emette la monetazione metallica circolante nell'intero Regno Unito, ha una sede a Llantrisant dal 1980. Dalla decimalizzazione del 1971 alla nuova serie emessa nel 2008 un simbolo gallese è stato raffigurato su almeno una delle monete in circolazione nel Regno Unito, com'è accaduto, ad esempio, per i pezzi da una sterlina nel 1995 e nel 2000.

## Caratteristiche
In Galles, oltre all'inglese, si parla il gallese o cimrico (in gallese Cymraeg, mentre in inglese la lingua è chiamata Welsh, che deriva da un'antica parola che significa straniero nelle lingue germaniche). Il cimrico deriva, come il cornico della Cornovaglia e il bretone della Bretagna, dall'antico brittonico.
Lo sport più popolare, nel quale la squadra nazionale ha riportato più successi, è il rugby.
La nazionale di calcio del Galles ha partecipato alle fasi finali dei campionati mondiali del 1958 e del 2022.

## Società

### Religione

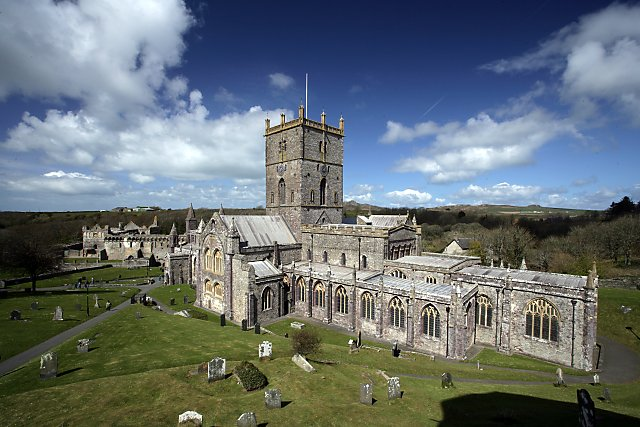
Cattedrale di San Davide, St David's

Nel censimento del 2011 il 57,6% della popolazione si definiva cristiano, contro il 71,9% del 2001.
Tra le varie confessioni cristiane, la più grande organizzazione è la Chiesa in Galles (Yr Eglwys yng Nghymru), autonoma dal 1920 dalla Chiesa anglicana e dalla Chiesa cattolica. La Chiesa in Galles è largamente maggioritaria; attualmente è composta da sei diocesi, mentre la Chiesa cattolica è suddivisa in due diocesi, facenti capo alla provincia ecclesiastica dell'arcidiocesi di Cardiff-Menevia.
Ci sono altre tre chiese cristiane minoritarie gallesi: la chiesa presbiteriana del Galles (Eglwys Bresbyteraidd Cymru), di circa 38 000 persone; l'Unione degli indipendentisti gallesi (Undeb yr Annibynwyr Cymraeg), di circa 36 000 persone; e l'Unione battista del Galles (Undeb Bedydd wyr Cymru), di 25 000 persone. Il resto della popolazione è di religione cristiana metodista.
Sempre nel 2011, l'1,5% dei gallesi aderiva all'islam (lo 0,7% nel 2001) e lo 0,3% all'induismo e al buddhismo. Dichiarava di non avere religione il 32,1% della popolazione (18,5% nel 2001) e il 7,6% (8,1% nel 2001) non rispondeva alla domanda.
Tra il 1904 e il 1905 in Galles vi fu un rinnovamento spirituale con la conversione di migliaia di persone, in tutti gli aspetti della vita (religioso, familiare o sociale). Tutto iniziò ad Ammanford con manifestazioni di glossolalia. I maggiori esponenti furono Evan Roberts di Ammanford e Daniel Williams e suo fratello Jones di Penygroes. In venti anni circa si formarono 90 comunità solo nel Galles.
La Chiesa apostolica in Italia ha origine dalla Chiesa apostolica, un movimento nato nel Galles in seguito a un risveglio religioso sviluppatosi tra il 1904 e il 1905. Le Chiese Elim (Elim Pentecostal Churches) sono un movimento di chiese evangeliche di fede pentecostale fondato nel 1915 dagli evangelisti gallesi George e Stephen Jeffreys.
Evoluzione delle principali religioni del Galles tra il 2001 e il 2021:
| Religione       | 2001  | 2011  | 2021  |
| --------------- | ----- | ----- | ----- |
| Cristianesimo   | 71,9% | 57,6% | 43,6% |
| Senza religione | 18,5% | 32,1% | 46,5% |
| Islam           | 0,7%  | 1,5%  | 2,2%  |
| Induismo        | 0,2%  | 0,3%  | 0,4%  |
| Buddhismo       | 0,2%  | 0,3%  | 0,3%  |
| Sikhismo        | 0,1%  | 0,1%  | 0,1%  |
| Ebraismo        | 0,1%  | 0,1%  | 0,1%  |
| Altre religioni | 0,2%  | 0,4%  | 0,7%  |
| Non risponde    | 8,1%  | 7,6%  | 6,3%  |

### Lingue e dialetti

Percentuale delle risposte nel censimento del 2011 che attestava la percentuale dei locutori che dichiararono di saper parlare il gallese

Secondo il censimento del 2011, il gallese è parlato dal 19% della popolazione, mentre l'inglese è parlato dall'81% dei residenti in Galles.

## Storia

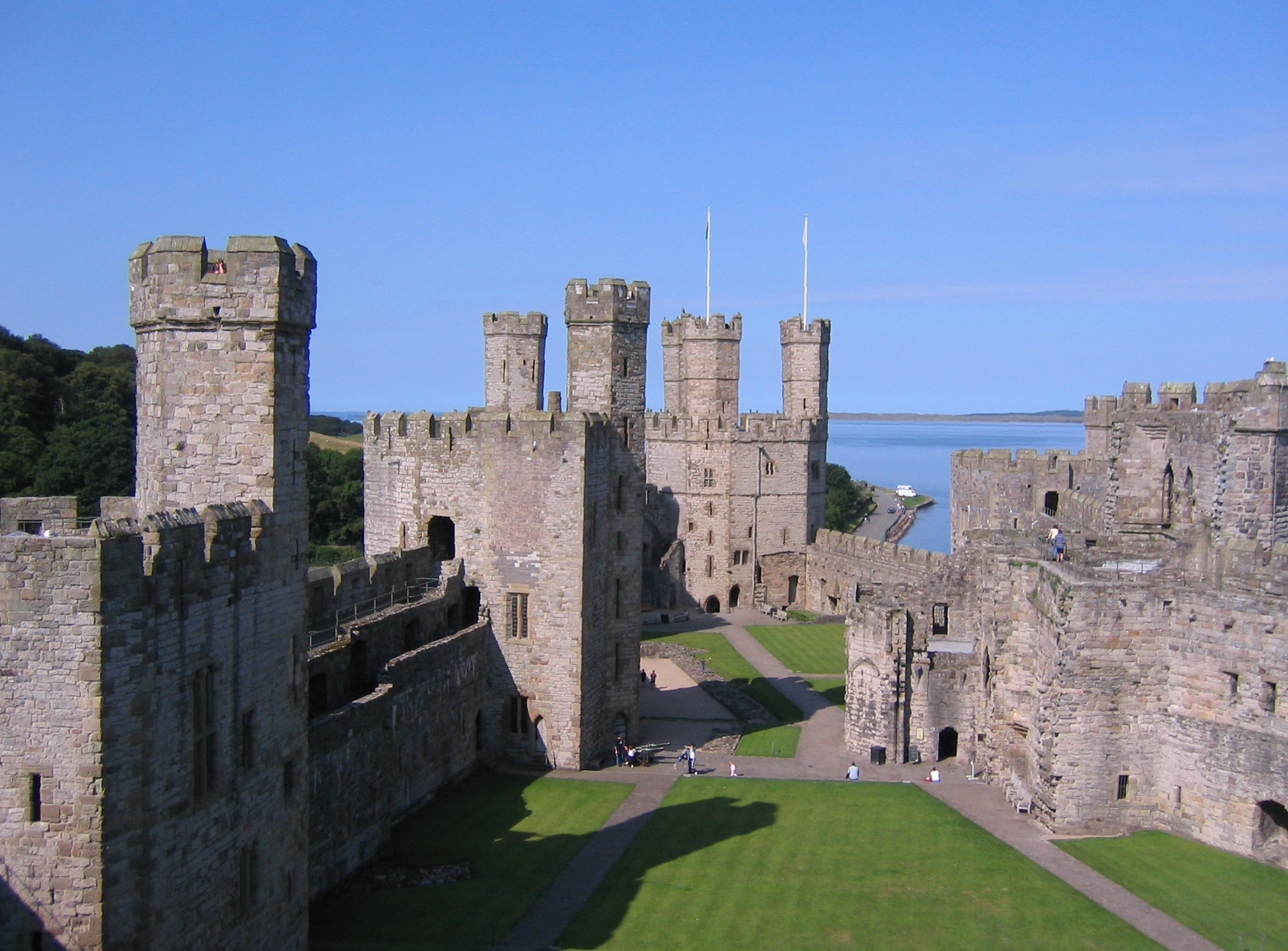
Il castello di Caernarfon, costruito da Edoardo I d'Inghilterra dopo la conquista inglese del Galles nel 1282

I primi ritrovamenti storici di popolazioni residenti nel Galles si hanno attorno ai 29 000 anni fa, cioè all'epoca della glaciazione, ove probabilmente esisteva già una popolazione autoctona che avrebbe risentito delle migrazioni di coloni neolitici provenienti dalle aree dell'attuale Danimarca alla quale il Galles era unito. Molti millenni dopo, a questo substrato pre indeuropeo si aggiunsero popolazioni di origine celtica, giunte in questa parte della Gran Bretagna all'inizio dell'età del ferro e che rimpiazzarono completamente i loro predecessori nei successivi sei o sette secoli.
I Romani raggiunsero il Galles nel 48 d.C. e impiegarono circa trent'anni a colonizzare l'intera area, scontrandosi con le popolazioni locali che opposero resistenza, tra le quali citiamo i Siluri e gli Ordovici. Per tutto il Galles la dominazione romana fu un'occupazione militare con l'eccezione delle coste a sud dove esisteva un'eredità di romanizzazione. L'unica città fondata dai Romani in Galles fu Caer Went: assieme alla più antica Carmarthen, furono gli unici due agglomerati urbani a ottenere il rango di civitas nella regione. Con ogni probabilità la maggioranza delle popolazioni gallesi rimase di lingua celtica anche durante la dominazione romana, mentre verso la fine dell'Impero romano nelle aree costiere del Nord-ovest vi sono evidenze archeologiche di comunità immigrate dall'Irlanda (che però non hanno lasciato traccia nella moderna lingua gallese, celtica come l'irlandese, ma di un gruppo differente e più prossimo al bretone).
Il Galles fu l'ultimo residuo insulare dell'antica Britannia a essere spazzato dalle invasioni anglosassoni, probabilmente si verificò anche un fenomeno migratorio dai bassopiani inglesi delle popolazioni celto-romane sconfitte dagli invasori anglo-sassoni verso il Galles (che in contemporanea migrarono anche verso l'Armorica, ribattezzandola Bretagna o piccola Britannia). Questo provocò una netta frattura linguistica (il Galles rimase linguisticamente celtico, l'Inghilterra divenne germanica), ma contribuì a ridurre le differenze di cultura materiale, di mitologia (la leggenda di re Artù, nata nelle pianure inglesi ancora di lingua predominante britannica, conquistò tanto i gallesi quanto i bretoni), di diritto consuetudinario, ecc. È stato suggerito che il Galles del Nord possa "vantare di essere stato l'ultima parte dell'Impero romano ad arrendersi ai barbari - quando si arrese agli inglesi sotto Edoardo I nel 1282 (Bryan Ward-Perkins, "La caduta di Roma e la fine della civiltà", Laterza 2007).
Il Galles medievale tra il 500 e il 1200 fu suddiviso in una miriade di più o meno piccoli regni dai confini mutevoli, sempre più spesso convertiti al cristianesimo dai monaci irlandesi (le comunità cristiane d'epoca romana erano pressoché scomparse nell'Alto Medioevo). Alcuni territori del Galles furono uniti ad altri bretoni e della Cornovaglia da sovrani di regni effimeri, mentre altri furono conquistati dagli irlandesi, mentre dopo il 750-800 tutti i territori costieri subirono pesanti incursioni di pirati e scorridori vichinghi, intervallate con tentativi di colonizzazione (anche a partire dalle basi normanne di Dublino e dell'Isola di Man).

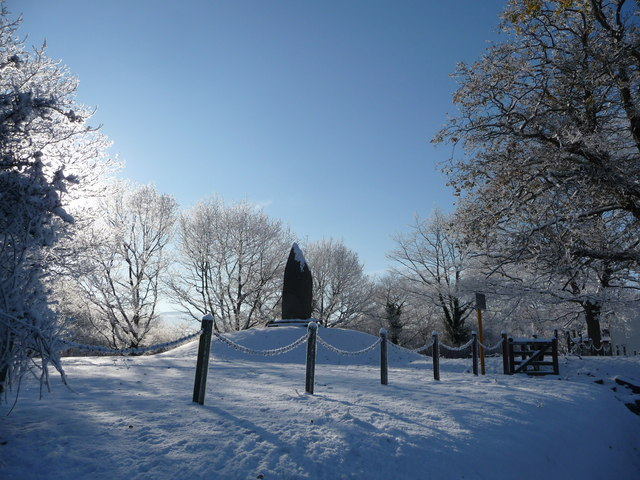
Memoriale di Llywelyn, il nostro ultimo leader a Cilmeri (Builth Wells)

Il Principato del Galles perse la sua indipendenza nel 1282, quando, nell'ambito della campagna edoardiana nella regione, il re Edoardo I d'Inghilterra sconfisse il sovrano gallese Llywelyn II, l'ultimo dei re gallesi ad aver conservato la propria indipendenza, nella battaglia di Cilmeri. Già dal 1066 in avanti i nuovi sovrani della corona inglese, d'origine normanna, avevano iniziato ad attaccare e conquistare alcuni dei regni in cui era diviso il Galles medievale. Numerose erano state le guerre di confine (incluse diverse incursioni di sovrani e briganti gallesi lungo la frontiera) tanto che i sovrani inglesi dovettero provvedere a costruire una complessa serie di ottime fortificazioni per controllare il territorio. La conquista inglese del Galles fu piuttosto lenta: pur cominciata prima di quella della Scozia e dell'Irlanda, si concluse dopo queste ultime (anche se la Scozia avrebbe da lì a poco riconquistato la sua indipendenza, mantenendola fino al 1603, quando i sovrani scozzesi ascesero al trono inglese).
Inoltre gli inglesi scoprirono che i gallesi, a loro enormemente inferiori nella cavalleria, avevano un'ottima fanteria leggera armata di archi lunghi (detti appunto gallesi). Gli archi gallesi erano, assieme a quelli "turcheschi", i migliori del mondo medievale e divennero uno dei punti di forza dell'esercito inglese, proprio a partire dalla conquista del Galles, e un tratto culturalmente condiviso dei guerrieri della corona d'Inghilterra.
La legislazione gallese non è stata rimpiazzata da quella inglese fino agli Atti d'Unione (1535 - 1542), con l'unificazione anche dei parlamenti d'Inghilterra e di Galles. Da quel momento in avanti la storia gallese perde buona parte della sua specificità e si unisce, politicamente, ma anche socialmente, economicamente e in buona parte anche linguisticamente e culturalmente, con quella inglese.

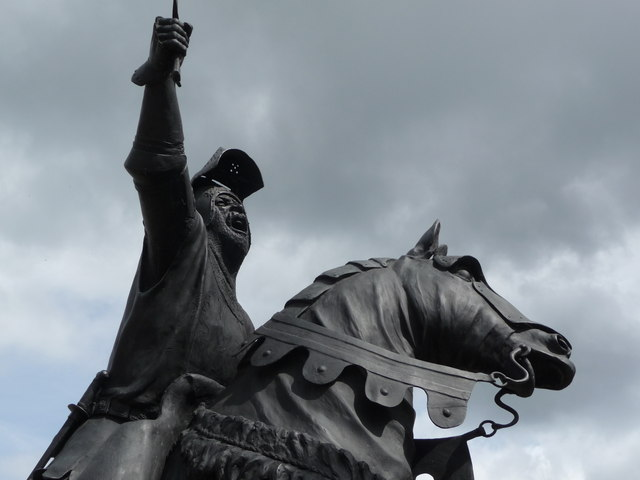
Statua di Owain Glyndwr, Corwen

Dal 1955 la sua capitale è Cardiff, sebbene sia Caernarfon il luogo dove viene investito il Principe del Galles e Machynlleth la sede di un Parlamento nominato da Owain Glyndŵr durante la sua rivolta nel XV secolo. Nel 1999 fu formata l'Assemblea nazionale, che ha solo poteri locali, che sono stati incrementati nel 2007.

### Simboli
Il santo patrono del Galles è san Davide, "Dewi Sant", celebrato il 1º marzo. Il motto del Galles è "Cymru am byth" ("Galles per sempre"). L'inno regionale è Hen Wlad Fy Nhadau. Il narciso e il porro sono i simboli nazionali del Galles.

## Governo e politica

Stemma reale del Galles

Il Galles è una nazione costitutiva parte del Regno Unito. Costituzionalmente, il Regno Unito è de jure uno Stato unitario con un suo sovrano e con la sede del Parlamento posta al palazzo di Westminster a Londra. Il Galles è rappresentato nella Camera dei Comuni da circa 40 membri su un totale di 646. Il Partito Laburista occupa 29 di questi 40 seggi, mentre le rimanenti sedie sono occupate dai Liberal-Democratici, dal Plaid Cymru e dal partito conservatore. Un Segretario di Stato per il Galles siede nel Gabinetto del Regno Unito ed è responsabile della rappresentanza del Galles presso la corte. L'attuale Segretario di Stato è Cheryl Gillan in carica dal 12 maggio 2010.
Un referendum condotto nel Galles e in Scozia nel 1997 ha scelto di stabilire un'amministrazione locale per entrambe le regioni. In Galles, di conseguenza, il processo di devolution ha avuto inizio con la proclamazione del Government of Wales Act 1998, creato dalla National Assembly for Wales (Cynulliad Cenedlaethol Cymru).

### Regioni del Galles
Il Galles è suddiviso anche in quattro regioni non ufficiali:
| Regioni                                                         | Denominazione inglese e gallese | Area (km²) | Popolazione (ab.) | Densità (ab./km²) | Comunità (numero) |
| --------------------------------------------------------------- | ------------------------------- | ---------- | ----------------- | ----------------- | ----------------- |
| Galles del Nord o Galles Settentrionale (Norvallia o Norwallia) | North Wales (Gogledd Cymru)     | 6 172      | 687 800           | 111,43            | 241               |
| Galles Centrale (Media Vallia)                                  | Mid Wales (Canolbarth Cymru)    | 6 974      | 208 900           | 29,95             | 160               |
| Galles Occidentale (Vallia Occidentalis)                        | West Wales (Gorllewin Cymru)    | 3 985      | 306 200           | 76,83             | 150               |
| Galles del Sud o Galles Meridionale (Vallia Australis)          | South Wales (De Cymru)          | 3 648      | 1 860 556         | 510,02            | 300               |
| Galles (Cambria, Vallia, Wallia)                                | Wales (Cymru)                   | 20 779     | 3 063 456         | 147,43            | 851               |

#### Galles Settentrionale
| Contea preservata                                 | Autorità Unitaria                                                                                       | Area (km²) | Popolazione (ab.) | Densità (ab./km²) | Comunità (numero) |
| ------------------------------------------------- | --- | ---------- | ----------------- | ----------------- | ----------------- |
| Clwyd già (Deceanglia) poi (Dioecesis Assavensis) | Conwy (Bwrdeistref Sirol Conwy) Denbighshire (Sir Ddinbych) Flintshire (Sir y Fflint) Wrexham (Wrecsam) | 2 910      | 496 200           | 170,51            | 138               |
| Gwynedd già (Venedotia)                           | Gwynedd già (Venedotia) Isola di Anglesey (Ynys Môn) già (Insula Mona)                                  | 3 262      | 191 600           | 58,73             | 103               |
| Galles Settentrionale già (Norvallia o Norwallia) | North Wales (Gogledd Cymru)                                                                             | 6 172      | 687 800           | 111,43            | 241               |

#### Galles Centrale
| Contea preservata                  | Autorità Unitaria                      | Area (km²) | Popolazione (ab.) | Densità (ab./km²) | Comunità (numero) |
| ---------------------------------- | -------------------------------------- | ---------- | ----------------- | ----------------- | ----------------- |
| Dyfed già (Demezia)                | Cardigan o Ceredigion (Sir Ceredigion) | 1 795      | 75 900            | 42,28             | 50                |
| Powys già (Ordovices)              | Powys (Sir Powys)                      | 5 179      | 133 000           | 25,68             | 110               |
| Galles Centrale già (Media Vallia) | Mid Wales (Canolbarth Cymru)           | 6 974      | 208 900           | 29,95             | 160               |

#### Galles Occidentale
| Contea preservata             | Autorità Unitaria                 | Area (km²) | Popolazione (ab.) | Densità (ab./km²) | Comunità (numero) |
| ----------------------------- | --------------------------------- | ---------- | ----------------- | ----------------- | ----------------- |
| Dyfed già (Demezia o Demezia) | Carmarthenshire (Sir Gaerfyrddin) | 2 395      | 183 800           | 76,74             | 72                |
| Dyfed già (Demezia o Demezia) | Pembrokeshire (Sir Benfro)        | 1 590      | 122 400           | 76,98             | 78                |
| Galles Occidentale            | West Wales (Gorllewin Cymru)      | 3 985      | 306 200           | 76,83             | 150               |

#### Galles Meridionale
| Contea preservata                                      | Autorità Unitaria | Area (km²) | Popolazione (ab.) | Densità (ab./km²) | Comunità (numero) |
| ------------------------------------------------------ | --- | ---------- | ----------------- | ----------------- | ----------------- |
| Gwent già (Venta Silurum)                              | Blaenau Gwent (Bwrdeistref Sirol Blaenau Gwent) Caerphilly (Bwrdeistref Sirol Caerffili) Monmouthshire (Sir Fynwy) Newport (Dinas Casnewydd) Torfaen (Bwrdeistref Sirol Torfaen) | 1 553      | 485 400           | 312,55            | 109               |
| Medio Glamorgan - Mid Glamorgan (Morgannwg Ganol)      | Bridgend (Bwrdeistref Sirol Pen-y-bont ar Ogwr) Merthyr Tydfil (Bwrdeistref Sirol Merthyr Tudful) Rhondda Cynon Taf (Bwrdeistref Sirol Rhondda Cynon Taf)                        | 781        | 432 400           | 553,64            | 66                |
| Sud Glamorgan - South Glamorgan (De Morgannwg)         | Cardiff (Dinas a Sir Caerdydd) Vale of Glamorgan (Bwrdeistref Sirol Bro Morgannwg)                                                                                               | 475,30     | 472 400           | 993,89            | 58                |
| Glamorgan Ovest - West Glamorgan (Gorllewin Morgannwg) | Neath Port Talbot (Bwrdeistref Sirol Castell-nedd Port Talbot) Swansea (Dinas a Sir Abertawe)                                                                                    | 822        | 378 800           | 460,82            | 67                |
| Galles Meridionale o del Sud                           | South Wales (De Cymru) | 3 631,30   | 1 769 000         | 487,15            | 300               |

### Governo locale
Dal 1996 il governo locale del Galles è amministrato attraverso 22 consigli locali, responsabili localmente appunto del mantenimento di tutti i servizi.

### Suddivisioni amministrative
Il Galles ha le seguenti suddivisioni amministrative, ripartite nei sottonominati 22 consigli locali, riportate in questa tabella contenente superficie, popolazione e densità abitativa, capoluogo e numero di comuni.
| Autorità Unitaria - Città - Contea - vecchie Contee | Capoluogo               | Popolazione (ab) | Superficie (km²) | Densità (ab./km²) | Comunità - Villaggi |
| --- | ----------------------- | ---------------- | ---------------- | ----------------- | ------------------- |
| Contea di Anglesey (Ynys Môn) - già Isle of Anglesey County (Ynys Môn) | Llangefni               | 69 700           | 714              | 96                | 40                  |
| Autorità Unitaria di Blaenau Gwent (Blaenau Gwent) - già County of Monmouth (Sir Fynwy)                                                                                               | Ebbw Vale               | 69 800           | 109              | 628               | 8 > 24              |
| Autorità Unitaria di Bridgend (Pen-y-bont ar Ogwr) - già County of Glamorgan (Morgannwg o Sir Forgannwg)                                                                              | Bridgend                | 139 200          | 246              | 547               | 20                  |
| Autorità Unitaria di Caerphilly (Caerffili) - già County of Glamorgan (Morgannwg o Sir Forgannwg)                                                                                     | Hengoed                 | 178 800          | 278              | 623               | 26                  |
| Città di Cardiff (Caerdydd) - già County of Glamorgan (Morgannwg o Sir Forgannwg) | Cardiff                 | 346 100          | 140              | 2 500             | 32                  |
| Contea di Carmarthenshire (Sir Gaerfyrddin) - già County of Carmarthen (Sir Gaerfyrddin o Sir Gâr)                                                                                    | Carmarthen              | 183 800          | 2 395            | 75                | 72                  |
| Contea di Ceredigion (Sir Ceredigion) - già County of Cardigan (Sir Aberteifi o Ceredigion)                                                                                           | Aberaeron e Aberystwyth | 75 900           | 1 783            | 43                | 50                  |
| Autorità Unitaria di Conwy (Bwrdeistref Sirol Conwy) - già County of Caernarfon o County of Carnarvon (Sir Gaernarfon)                                                                | Conwy                   | 115 200          | 1 130            | 98                | 34                  |
| Contea di Denbighshire (Sir Ddinbych) e Città di St Asaph - già County of Denbigh (Sir Ddinbych)                                                                                      | Ruthin                  | 93 700           | 844              | 115               | 38                  |
| Contea di Flintshire (Sir y Fflint) - già County of Flint (Sir y Fflint) | Mold                    | 152 500          | 438              | 342               | 33                  |
| Contea di Gwynedd (Gwynedd) e Città di Bangor - a sud già County of Merioneth (Sir Feirionnydd o Meirionnydd), a nord già County of Caernarfon o County of Carnarvon (Sir Gaernarfon) | Caernarfon              | 121 900          | 2 548            | 47                | 63                  |
| Autorità Unitaria di Merthyr Tydfil (Merthyr Tudful) - già County of Glamorgan (Morgannwg o Sir Forgannwg)                                                                            | Merthyr Tydfil          | 61 200           | 111              | 551               | 11                  |
| Contea di Monmouthshire (Sir Fynwy) - già County of Monmouth (Sir Fynwy) | Usk                     | 91 300           | 850              | 270               | 32                  |
| Autorità Unitaria di Neath Port Talbot (Castell-nedd Port Talbot) - già County of Glamorgan (Morgannwg o Sir Forgannwg)                                                               | Port Talbot             | 139 800          | 442              | 311               | 30                  |
| Città di Newport (Casnewydd) - già County of Monmouth (Sir Fynwy) | Newport                 | 145 700          | 190              | 738               | 28                  |
| Contea di Pembrokeshire (Sir Benfro) e Città di St David's - già County of Pembroke (Sir Benfro)                                                                                      | Haverfordwest           | 122 400          | 1 590            | 74                | 78                  |
| Contea di Powys (Sir Powys) - a sud già County of Brecknock (Sir Frycheiniog), a centro già County of Radnor (Sir Faesyfed), a nord già County of Montgomery (Sir Drefaldwyn)         | Llandrindod Wells       | 133 000          | 5 179            | 25                | 110                 |
| Autorità Unitaria di Rhondda Cynon Taff (Bwrdeistref Sirol Rhondda Cynon Taf) - già County of Glamorgan (Morgannwg o Sir Forgannwg)                                                   | Clydach Vale            | 234 400          | 424              | 553               | 35                  |
| Città di Swansea (Abertawe) - già County of Glamorgan (Morgannwg o Sir Forgannwg) | Swansea                 | 239 000          | 380              | 601               | 37                  |
| Autorità Unitaria di Torfaen (Tor-faen) - già County of Monmouth (Sir Fynwy) | Pontypool               | 91 100           | 126              | 718               | 15                  |
| Autorità Unitaria di Vale of Glamorgan (Bro Morgannwg) - già County of Glamorgan (Morgannwg o Sir Forgannwg)                                                                          | Barry                   | 126 300          | 335              | 373               | 26                  |
| Autorità Unitaria di Wrexham (Wrecsam) - già County of Flint (Sir y Fflint) | Wrexham                 | 134 800          | 499              | 268               | 33                  |
| Totale Galles | Cardiff                 | 3 063 456        | 20 779           | 148               | 869                 |

#### Carta delle aree
|  | - Blaenau Gwent † - Bridgend (Pen-y-bont ar Ogwr) † - Caerphilly (Caerffili) † - Cardiff (Caerdydd) * - Carmarthenshire (Sir Gaerfyrddin) - Ceredigion - Conwy † - Denbighshire (Sir Ddinbych) - Flintshire (Sir y Fflint) - Gwynedd - Isle of Anglesey (Ynys Môn) - Merthyr Tydfil (Merthyr Tudful) † - Monmouthshire (Sir Fynwy) - Neath Port Talbot (Castell-nedd Port Talbot) † - Newport (Casnewydd) * - Pembrokeshire (Sir Benfro) - Powys - Rhondda Cynon Taf † - Swansea (Abertawe) * - Torfaen (Tor-faen) † - Vale of Glamorgan (Bro Morgannwg) † - Wrexham (Wrecsam) † Le aree sono definite con il termine di Contea e sono indicate con * (per le città) o con † (per i borghi). Tra parentesi sono indicati i nomi in lingua gallese. |